# 六四事件中的安徽省
1989年春夏之交，中华人民共和国爆发全国性抗议运动，史称六四事件或八九民运，中国官方称1989年春夏之交的政治风波。期间安徽省各地也有抗议、游行、罢课、集会及其他政治表达行为。这些活动多由学生、工人主导，也包含市民等群体发起，乃至有體制內人士參與，与全国范围内的抗议相呼应。安徽最大规模的示威游行发生在省会合肥，蚌埠、安庆、马鞍山、巢湖、宿州、池州、铜陵、芜湖、淮北、淮南、阜阳等地亦有不同程度的响应。
在胡耀邦之死，八九民运爆发前，安徽部分民运人士就开始酝酿或参与当时的民主运动。4月1日，蚌埠“云梦文学沙龙”为首者之一张林到北京串联，住在清华大学，并与方励之联系准备搞全国性的“五四”天安门游行，要求与中央领导人对话。张林为清华大学物理系85届肄业，1987年曾偷渡香港被遣回。张林认为运动要寻求美国和台湾的支持。“云梦文学沙龙”之后又派出二人到北京联系。

## 合肥

### 4月
胡耀邦死後，安徽出現悼念活動。自4月19日起，中国科技大学、安徽大学、安徽教育学院、安徽农学院等高校出现政治性标语和大字报，安徽省委指示各校自20日晚起清除相关内容，査出寫的領頭人。高校負責人则担忧激起學生的對立情緒。上海世界经济导报事件之后，该报收到来自安徽的声援电报、信件等。4月21日，安徽教育學院等校逾千名學生上街遊行。在4月25日晚間，由於四二六社論提前播報，合肥學生出現抗議活動。中科大出現大字報《科大學生十條綱領》，要求“重新評價胡耀邦的政治改革思想;政治自由和政治公開,反對封建蒙昧專制;重新評價反自由化運動,為自由化正名;為方勵之恢復名譽;熱烈歡迎方勵之回科大當校長”。
到4月27日，有更多的人開始參與示威活动。27日早晨，中国科技大学校园内发现三份小字报，内容是讲4月23日北京学生游行的情况，并指警察打了学生，官方广播报道“骗人”。大字报鼓动学生要继续示威，“血不能白流”。晚上，安徽大学某教室的黑板上发现用粉笔书写的攻击中国领导的“反动标语”。

### 5月
5月3日下午，有人在中国科技大学、安徽农学院、教育学院贴出海报，指次日上午要到安徽大学集中上街游行，到安徽省政府请愿，响应当天全国的五四大游行。5月4日，合肥發生小規模的学生游行。時任安徽省委書記盧榮景在解釋為何安徽雖然為八六學潮發源地，但卻相對平靜的原因，指其做法主要是先與學生對話，讓學生認清利害關係，特別是如果遊行中出現“不法分子”的後果；同時不動用公安武警，不輕易抓人，並且做好學生遊行的接待工作,打開省委大門歡迎學生對話,聽取學生意見。
5月15日晚七时许，中国科技大学、安徽大学、安徽教育学院约两千名学生上街游行，并在合肥市广场静坐，声援北京学生静坐绝食，亦要求當局解除新聞封鎖。5月16日上午，安徽大学、教育学院、医科大学等六所高校的一千多名学生上街游行，声援北京学生，到中午十二时结束。下午，安徽大学、中国科技大学、合肥工业大学等七所高校的两千多人又上街游行，至四时三十分陆续返校。晚八时四十分，安徽农学院一千多名学生走出校门，上街游行。据悉，中国科技大学、安徽大学、合肥工业大学将于十七日派代表与省政府联系对话问题。下午四时许，安徽师范学院二百多名学生到市人代会代表驻地静坐四十分钟，有一教授和学生发表演讲，声援北京学生。还说，明天要到人代会会场递交请愿书。
5月17日，中科大等十餘所高校超过10000名学生，教職員工和作家开始游行，要求政府进行改革。有些曾參加過八六學潮的中國科學技術大學的学生也參與遊行，並表示他們不會保持沉默。
5月18日上午八时许，安徽农学院、合肥工业大学、安徽大学、安徽工学院等高校9000多名学生，以及知識界、 新聞單位的工作人员等約五萬人上街游行声援北京学生。示威者中亦包括如合肥农机校的中专学校。下午，中科大13名学生头绕“绝食”的绷带，在校内静坐。安徽省委書記、副省長等與學生代表進行了座談對話。
運動期間，合肥学生和工人前后成立了「合肥高校學生自治聯合會」、「合肥市工人自治會」、“合肥退伍軍人自發隊”、「合肥工人聯合會」、「合肥工人自發隊」、“人民之聲廣播站”、“馬克思主義理論探討沙龍”等组织。其中合肥高自聯領袖是馬梁剛。合肥工人自發隊隊長是秦國華，副隊長陳平、梁建。十多所大專院校都有人成立“學生自治會”，安徽工學院的自治會主席為楊楓。
5月20日，因北京宣布戒嚴，上午安徽大学、中国科技大学等院校有7000余名学生上街游行。安徽省政府致電中共中央，擁護李鵬、楊尙昆在北京市黨政軍大會上的講話。。21日，有万余名学生和社会各界人士数万人上街游行，呼喊“打倒李鹏”、“邓小平下台”、“紫阳出来”等口号。
5月22日，1000余名学生强行乘火车赴京，造成列车被迫停开事件。当天上午，安徽大学、农学院、教育学院几百名学生上街游行。下午，安徽省电视台有20余人打着“声援北京学生，公审李鹏”、“杀国贼以谢国人”等标语上街游行，并高呼类似口号。
5月24日上午，合肥工业大学2000余名学生和百余名文学艺术界人士上街游行。下午，一百余名新闻工作者在安徽日报社集中后上街游行。晚上，二百余名工人和百余名退伍军人也上街游行。合肥至北京的128次列车由于有学生强行登车不能正点发出。
在5月28日，大约有中国科技大学、合肥工业大学等7所学校4000名学生，400名工人、知識分子和复员士兵參加当天的游行，响应當天的全球华人大游行。

### 6月
6月1日，又有1500名学生游行，以示对上海学生的声援。同一天，有安徽大学等4所高校近千名学生在合肥市政府广场为“從天安门广场返回途中被火车撞死的学生”（一说坠车死亡）安徽大学刘玉根致敬，开追悼会。
6月3日晚到6月4日凌晨，戒严部队开入天安门并造成流血。得知北京镇压后，6月6日，合肥继续有示威游行，千余名学生到合肥钢铁公司呼吁罢工。街头被学生设置了多处路障。7日，继续有高校学生在市区多处设立广播站，传播美国之音的消息。中医学院百余名学生到合肥钢铁公司铁厂等处卧轨，使铁厂高炉的生产和安全受到威胁。
6月8日，合肥工业大学、中国科技大学几十名学生到合肥钢厂、安徽纺织厂，煽动工人罢工，遭拒绝，仍有少数学生上街设置路障。晚上，合肥电机厂、钢厂、橡胶厂工人和学生700多人打着“高自联”“工自联”的旗子上街游行。十一时三十分许，一百多名学生在火车站卧轨，围观群众达20000万余人。合肥市委、市政府组织人力一面劝说谈判，一面强行将学生带出车站，晚七时三十分铁路交通恢复正常。6月9日，中国科技大学100余人上街游行。

## 其他县市
当局指安慶的安徽农业学院一些学生在胡耀邦死后，“在宿舍里起哄，摔脸盆，摔瓶子，并点火烧了一副门窗”。4月24日，蚌埠医学院有人贴出一张大字报，鼓動人們“在纪念“五·四”七十周年之际行动起来”，“不能让现在的腐败者再继续下去了”。
5月15日，安徽出现了高校学生声援北京学生绝食请愿的活动。凌晨，芜湖教育学院门口发现“民主万岁、爱国无罪”的大标语。芜湖的安徽师范大学学生宿舍也贴出了“声援北京大学生绝食静坐行动”等内容的标语。
5月16日下午，芜湖教育学院三十多名学生张贴了百余张标语，并到安庆师大等学校串联声援北京学生绝食。运动期间，蚌埠民运人士张林写信给方励之、李淑娴，要求“立即宣布成立中国民主党，将风起云涌的民主力量团结在一面旗帜下”，还编制了组织机构，并在给王丹等人的信中鼓励其“绝食斗争”。
5月18日，继续有学生强行乘车到北京，马鞍山、铜陵、芜湖、淮北、蚌埠等12个地区25000千余名学生上街游行。其中，淮南有煤炭學院等高校五千餘名學生上街遊行。蕪湖有安徽師範大學、安徽機電學院两校大批學生上街遊行。蚌埠则有安徽財貿學院等四千餘名高校學生上街遊行。巢湖的巢湖師專、財校有二千餘名學生示威遊行。宿州的師專有上千名学生上街。另外貴池的池州师专和銅陵的铜陵财专分别有数百名学生上街。5月中旬以後，全安徽高校學生的罷課導致有的學校停課,有的學校只能斷續上課，基本影響了學校教學秩序。
5月20日，因北京宣布戒嚴，芜湖、安庆等地也有学生上街游行。期間蚌埠学生也成立了「蚌埠高校自治聯合會」支持学运。民运人士张林在蚌埠多次带领学生上街游行，冲击学校、工厂、火车站，组织学生在市委门前静坐、绝食、印发传单、播发美国之音并在静坐场地和其它公共场所发表演讲，号召学生“要以无限期地静坐来抗议”，还对群众说“打倒专制的ＸＸ……他们已经成为世界上最黑暗的犯罪集团”。张林还成立组织了支持学生的“蚌埠各界青年声援团”，并成为蚌埠高校學生自治聯合會的總指揮。
5月22日、24日，因學生無票強行乘車、衝擊鐵路，列車被迫停開。淮南線營運受到很大影響。5月29日上午，淮南煤矿学院近百名学生上街游行。舒城县师范学校和省公路学校也有一百余名学生在县城游行，并散发“告全县人民书”等传单。
六四镇压后，蚌埠6月4日有数千学生市民上街游行，并持续到第二天。民运人士张林带领该地学生冲进蚌埠市委开追悼会，并发表演讲。示威者又把花圈挂在蚌埠市政府办公楼上，呼喊口号“血债要用血来还！”“绞死ＸＸ！”等。张林亦在市委交通路口对学生、群众说：“几天来ＸＸ的伪政府欲予通牒，于昨天和今天凌晨竟敢动用武装军队血腥镇压学生……有二十多名学生被打死……我们这个民族已经到了灾难崩溃的边缘，再也不能忍受下去了，这样继续下去，我们只有死路一条。”“必须行动起来，才能把我们这个民族……从灾难中、黑暗中解放出来”。
6月8日，芜湖安徽师大1000多名学生到车站准备卧轨，经劝说谈判后离去。淮南矿业学院、蚌埠医学院、财贸学院、阜阳师院也有300名学生上街游行。一些高校的几百名学生游行至淮南华东电网，鼓动工人罢工。當天，200餘名學生在陳洞公路與淮阜鐵路的交叉口設置路障,臥軌攔車,造成鐵路運輸中斷十九小時,華東電力網供電因而遭受影響。

## 后续
當局之後公佈指在整個運動期間，全安徽主要城市和若干地方均“發生程度不同的社會動亂,如衝擊黨政機關、臥軌攔車、設置路障、阻斷交通、煽動工人罷工,造成了極壞的政治影響,也給經濟帶來重大損失”。官方数据指不完全统计安徽事后“取締各種非法組織”九個；“依法逮捕、收審製造動亂、搞打砸搶的非法組織頭頭和動亂骨幹分子”38人。支持示威者的“非法刊物”《立交橋》也因为“煽動鬧事”被取締。
6月10日，淮南市謝家集、田家庵、八公山、大通、潘集五個區和礦務局機關分別成立工人糾察隊，以協助公安保護工廠、煤礦、鐵路。6月11日,安徽省教委發出通知,責令各高校「學生自治會」組織立即解散。合肥市政府發出通告，責令「合肥市工人自治會」等民運組織必須立即自動解散。6月14日，合肥公安局負責人指“非法組織頭頭”必須到公安機關登記,並希望民眾透過各公安分局設立的舉報電話進行檢舉揭發。蕪湖市及其所轄三個縣,共收捕各類“犯罪分子”199人。安徽教委發出補充通知,要求各高校在6月19日以前全面復課。
6月15日,渦陽縣公安局根據群眾舉報，逮捕民运人士趙鳳榮，指其“肆意製造謠言”。迄6月15日,合肥公安局收審了高山青、邢國華、羅亮等7名民運組織带头人和骨幹分子，另外還有13人到公安機關登記。6月20日，金寨縣公安局抓獲兩名在北京參加民運活動被北京公安通緝的徐文斌、王明麗。迄6月21日,安徽省已取締非法組織40个，抓獲“煽動和製造動亂,搞打砸搶”的示威者68名，協助北京抓獲四名逃亡者。
至7月3日,安徽省已有八個省轄市、六個地轄市明令取締了各種民運組織43個,到公安機關登記的组织领头者304人。7月4日，合肥市公安機關逮捕在該市建立「人民之聲」廣播站的楊豐。8月12日,蕪湖市中級人民法院以“反革命宣傳煽動罪”判處朱德超有期徒刑八年。
运动期间，怀远县民运人士、蚌埠市高自聯總指揮张林因组织领导蚌埠市民和学生支持和参与民运，被当局通过录音等方式搜集其活动、演讲记录作为证据。张林于6月8日被蚌埠公安逮捕，当局指其“蓄意制造动乱”，被蚌埠市中级人民法院以“反革命宣传煽动罪”判处有期徒刑两年。
7月7日，安徽省檢察院檢察員談念淮被控支持動亂而遭撤職。7月26日，安徽日報报道，安徽省政府作出決定撤銷同情民运的溫元凱安徽省教委黨組成員及省教委副主任職務。8月16日，新華社报道“平息北京反革命暴亂英模事跡報告團”六個分團分赴包括合肥在内的各地開展宣講工作。

## 另見
- 六四事件
- 1989年中華人民共和國抗議地區列表